# ماريانو باربوسا
ماريانو باربوسا (بالإسبانية: Mariano Barbosa) (ولد في 27 يوليو سنة 1984) وهو حارس كرة قدم أرجنتيني لعب مع نادي بانفيلد الأرجنتيني بين 2002 و2005 ثم انتقل إلى نادي فياريال ولعب معه موسمين كاملين ثم انتقل موسم 2007-2008 للعب في صفوف نادي ريكرياتيفو هويلفا الإسباني وعاد سنة 2008 للعب مع نادي إستوديانتس الأرجنتيني.

## روابط خارجية
- ماريانو باربوسا على موقع الاتحاد الدولي (مؤرشف)  (الإنجليزية)
- ماريانو باربوسا على موقع قاعدة بيانات كرة القدم.إي يو (الإنجليزية)
- ماريانو باربوسا على موقع Soccerbase.com (لاعب) (الإنجليزية)
- ماريانو باربوسا على موقع Soccerway.com (الإنجليزية)
- ماريانو باربوسا على موقع كووورة
- ماريانو باربوسا على موقع AS.com (الإسبانية)